# Estación El Marquesado
El Marquesado es una estación ferroviaria ubicada en la ciudad del mismo nombre, Departamento Rivadavia, Provincia de San Juan, República Argentina.

## Servicios
Actualmente, el ramal se encuentra levantado pero forma parte de la concesión de la empresa estatal Trenes Argentinos Cargas. 

## Historia
En el año 1911 fue inaugurada la Estación, por parte del Ferrocarril Buenos Aires al Pacífico, en el ramal de San Juan hasta esta Estación. 